# 桑多尔
桑多尔（Sandor），是印度马哈拉施特拉邦Thane县的一个城镇。总人口8336（2001年）。

## 人口
该地2001年总人口8336人，其中男性4262人，女性4074人；0—6岁人口800人，其中男421人，女379人；识字率78.47%，其中男性为83.29%，女性为73.42%。